# Antonin Personnaz
Antonin Personnaz (13. října 1854 Bayonne – 31. prosince 1936 tamtéž) byl francouzský sběratel umění a fotograf především autochromů. Jeho rodina pocházela ze Savojska, přesněji z obce Bessans.

## Životopis
Antonin Personnaz, milovník umění a přítel malířů, odkázal národním muzeím svou sbírku impresionistických obrazů, která je vystavena v Musée d'Orsay. Nachází se tam zejména Louveciennes. Mid-Coast Trail od Alfreda Sisleye. Nešťastná událost se stala na konci roku 2007, kdy vandal poškodil jeden z hlavních Personnazových darů, obraz Clauda Moneta, Le Pont d'Argenteuil.
Vyznamenal se také jako fotograf a pořizoval autochromy podle Augusta a Louise Lumièrů. V roce 1886 se stal členem Francouzské fotografické společnosti (SFP) a od roku 1911 do roku 1919 působil jako její generální tajemník. V rámci společnosti bylo uspořádáno několik výstav jeho fotografií. V časopise SFP publikoval několik článků o technice autochromu a o vztahu mezi malbou a fotografií. Přednášel na stejná témata ve Francii i v zahraničí. SFP má velkou sbírku autochromů odkázaných jeho rodinou. Muzeum výtvarných umění v Rouenu uspořádalo výstavu jeho díla a o jeho osobnosti v rámci impresionistického festivalu Normandie 2020.

## Galerie
Díla ze sbírky Antonina Personnaze:

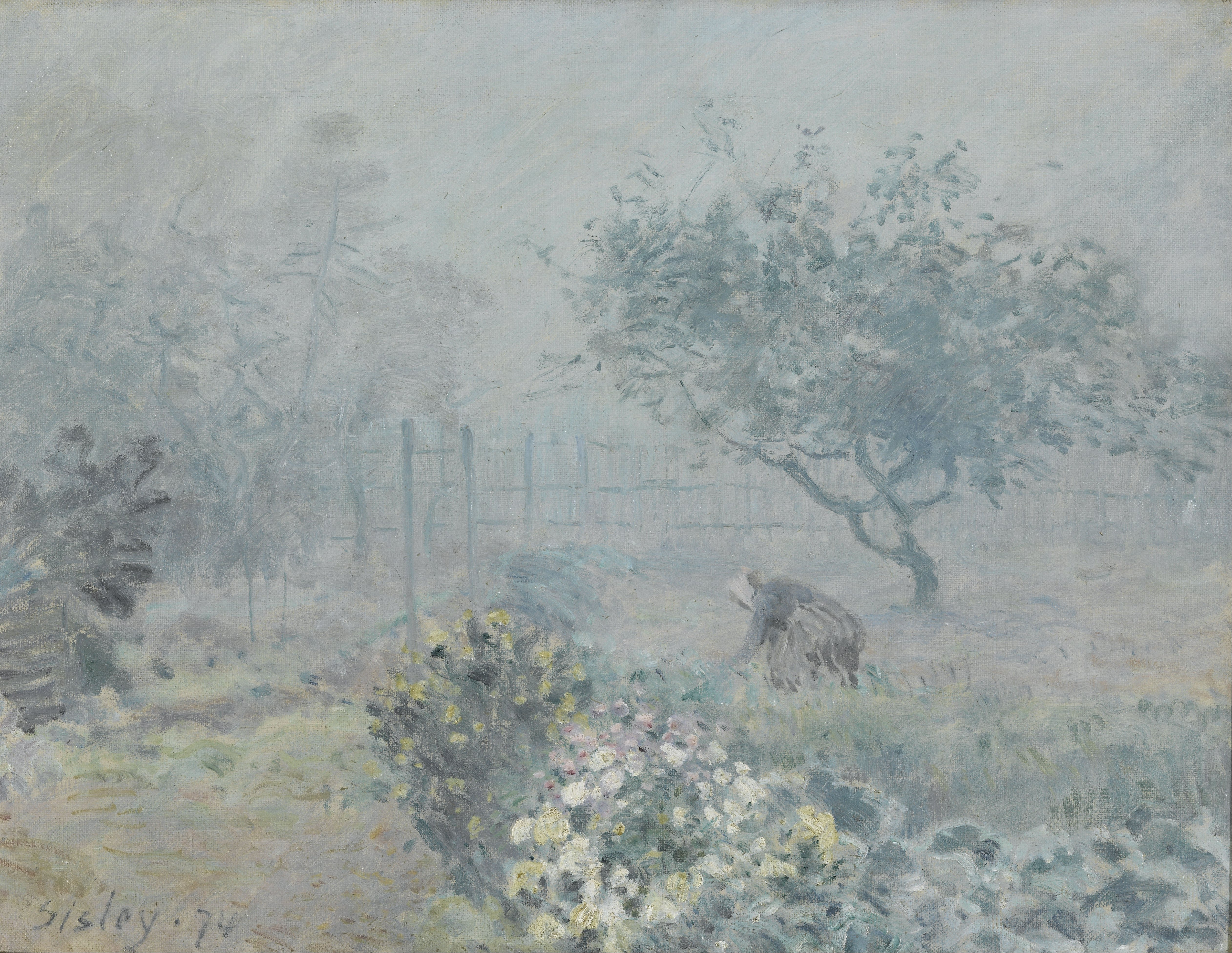
Alfred Sisley: Fog, Voisins
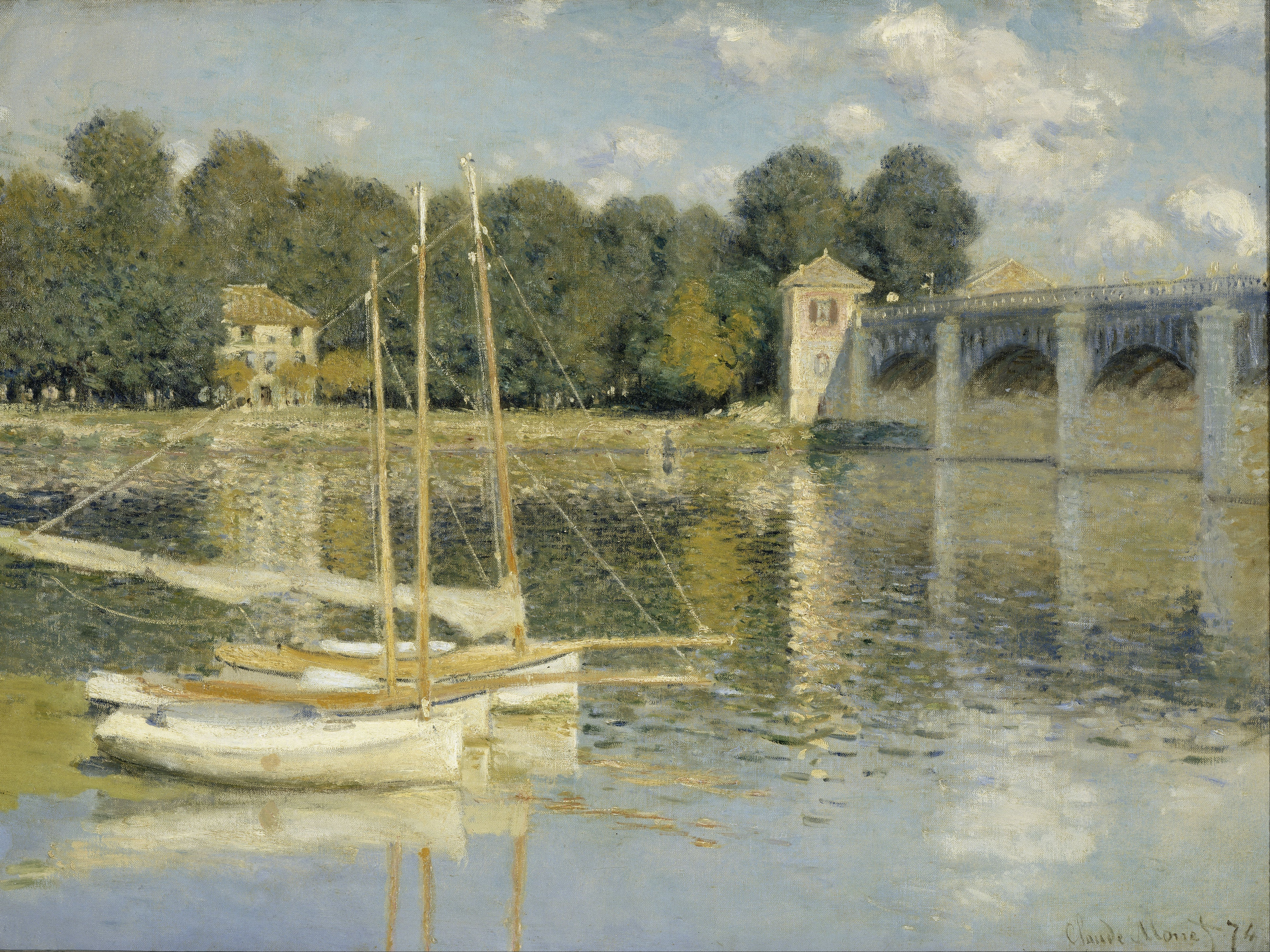
Claude Monet: Le Pont d'Argenteuil (Most v Argenteuilu)
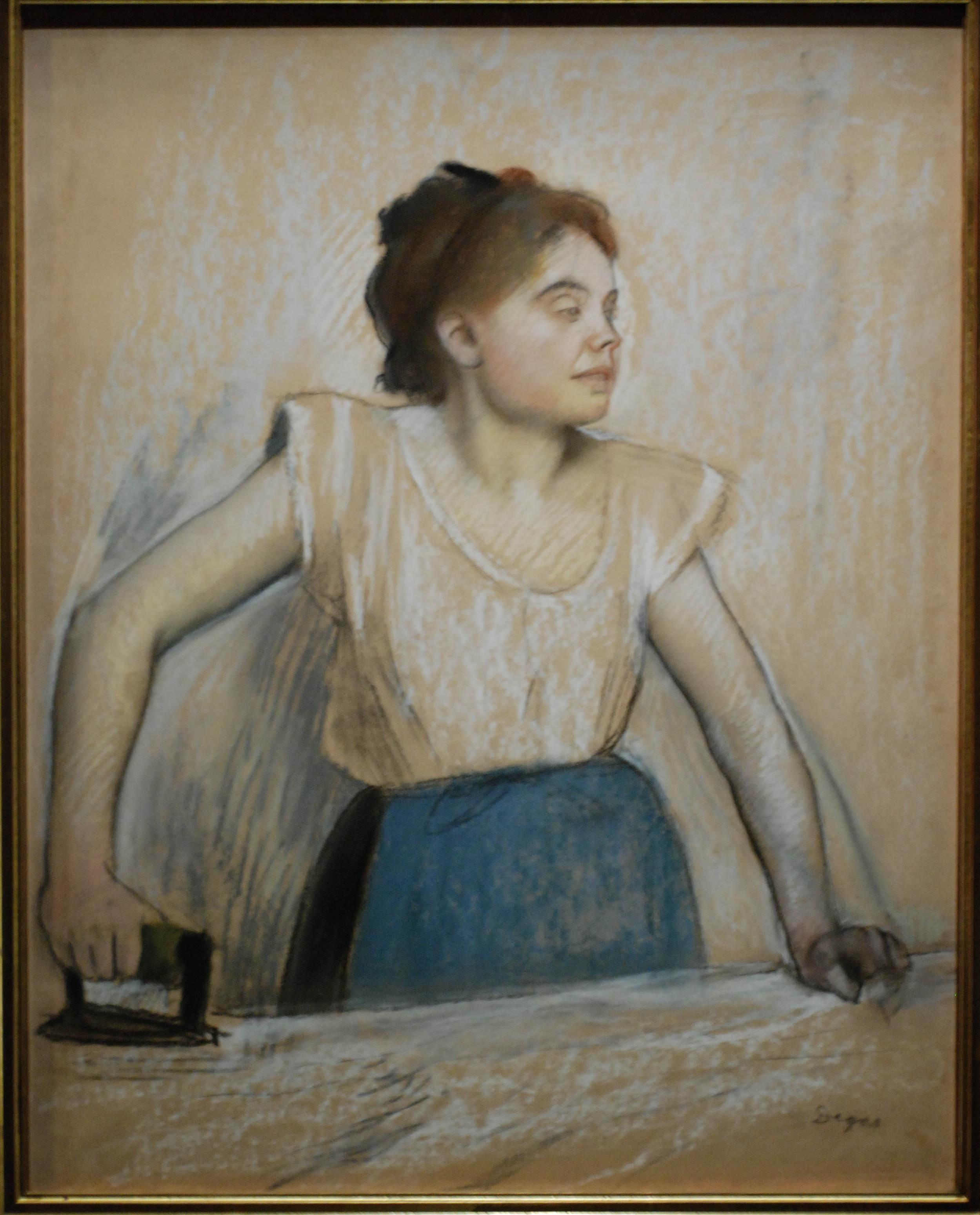
Edgar Degas, La Repasseuse (Žehlící žena)
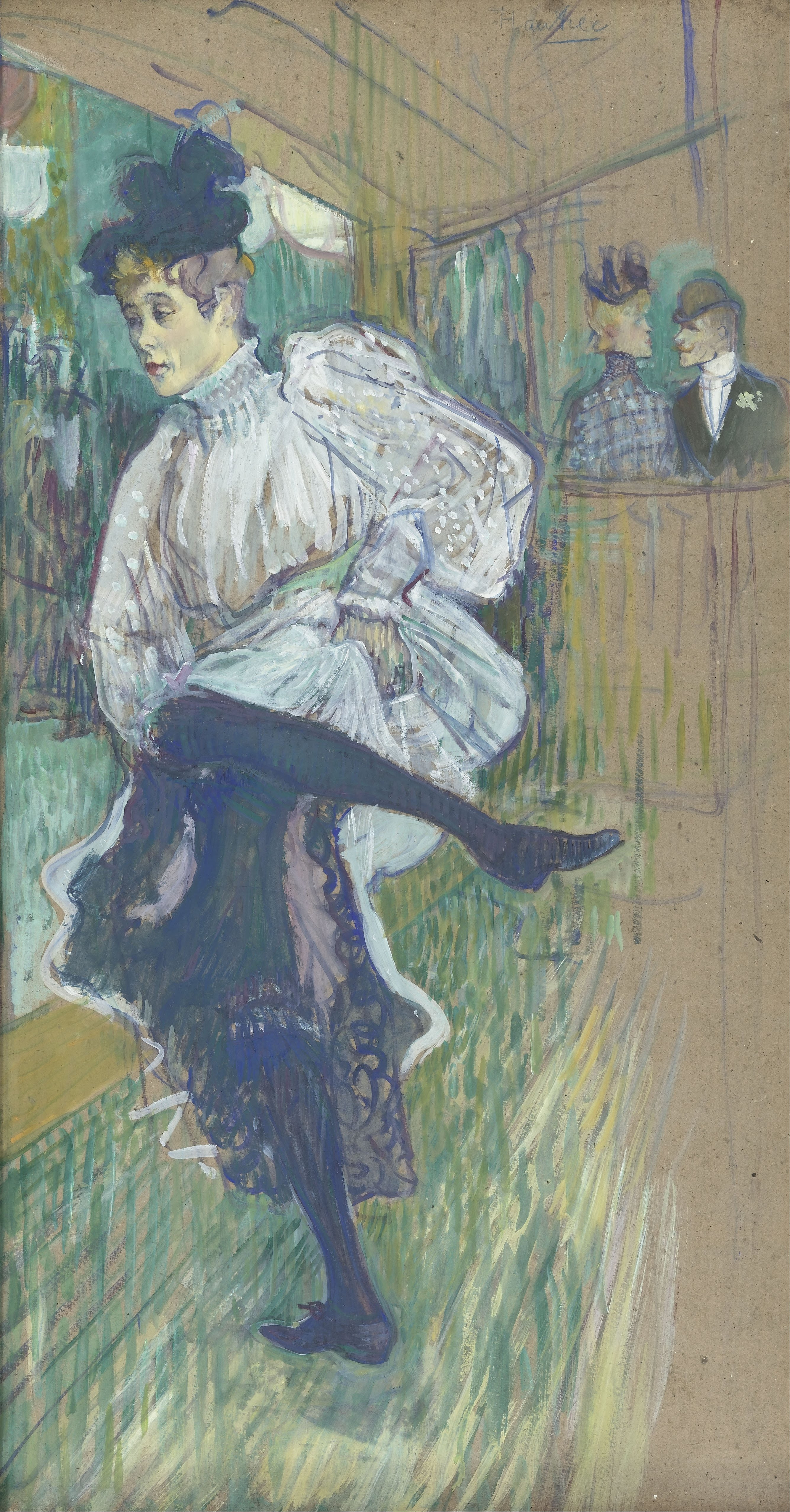
Henri de Toulouse-Lautrec: Jane Avril Dancing (Tancující Jeanne Avril)
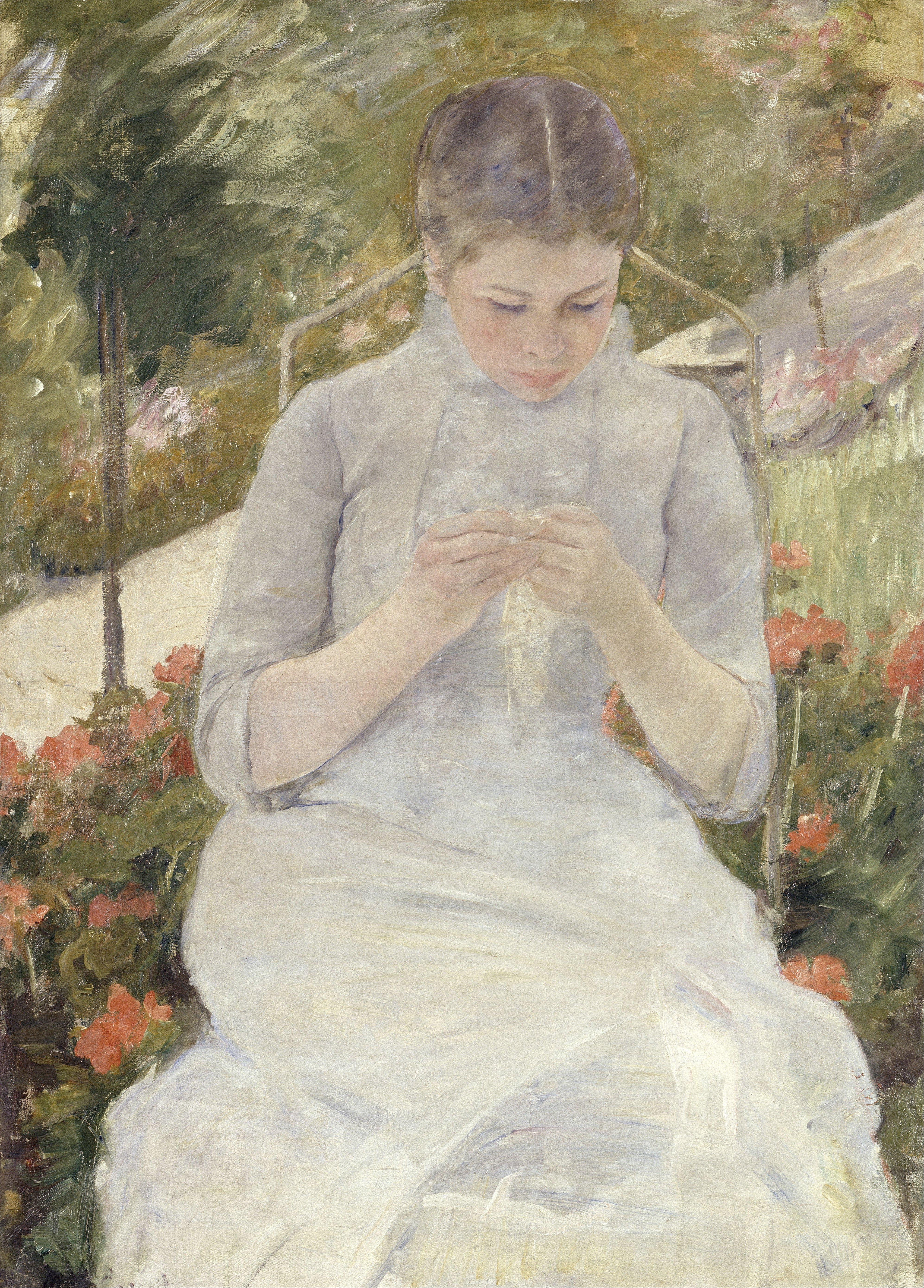
Mary Cassatt: Girl in the Garden (Děvče na zahradě)
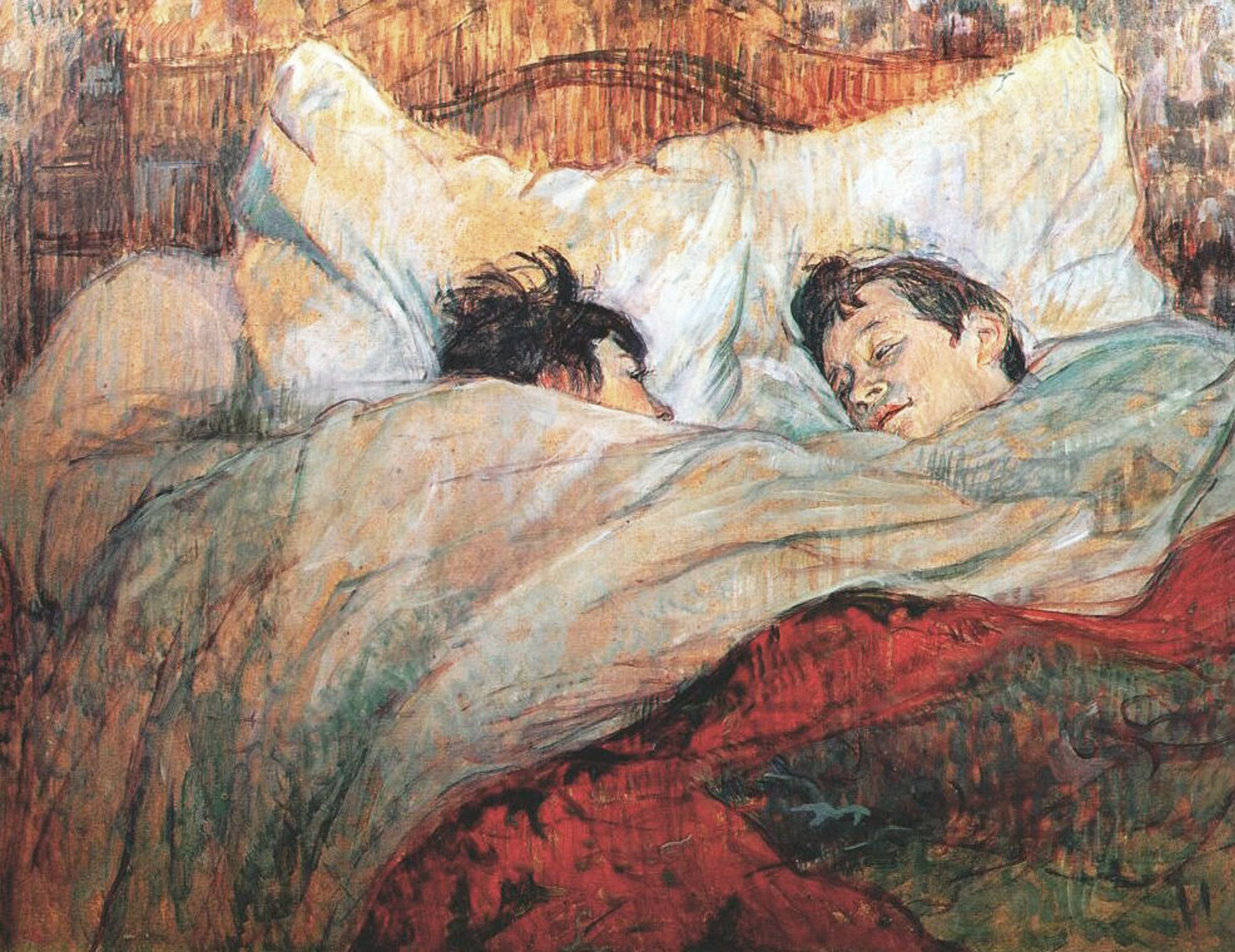
Henri de Toulouse-Lautrec: V posteli